# کارول شیلدز
کارول آن شیلدز "وارنر" (انگلیسی: Carol Ann Shields, née Warner; زاده ۱۶ مهٔ ۱۹۳۵ - درگذشته ۱۷ ژوئیه ۲۰۰۳)، مؤلف آمریکایی-کانادایی است که برنده جایزه پولیتزر برای داستان در سال ۱۹۹۵ میلادی شده‌است.